# Peña Blanca, Puebla
Peña Blanca är en ort i Mexiko.   Den ligger i kommunen Quimixtlán och delstaten Puebla, i den sydöstra delen av landet, 210 km öster om huvudstaden Mexico City. Peña Blanca ligger 2 345 meter över havet och antalet invånare är 411.
Terrängen runt Peña Blanca är kuperad åt sydväst, men åt nordost är den bergig. Terrängen runt Peña Blanca sluttar österut. Runt Peña Blanca är det ganska glesbefolkat, med 36 invånare per kvadratkilometer. Närmaste större samhälle är Huatusco de Chicuellar, 18,9 km öster om Peña Blanca. I omgivningarna runt Peña Blanca växer huvudsakligen savannskog.